# 동량초등학교 서운분교
동량초등학교 서운분교는 대한민국 충청북도 충주시 동량면 서운능골길 77 (서운리)에 있었던 공립 초등학교이다.

## 학교 연혁
- 1947년 10월 1일 제천군 한수공립국민학교 서운분교장 개교(서운리 309)
- 1971년 12월 27일 3개 교실 함암리로 신축 이전(함암리 125)
- 1972년 9월 1일 함암국민학교로 승격 인가
- 1973년 5월 10일 함암국민학교로 개교
- 1983년 8월 9일 신축 교사 준공(충주댐 건설로 인한 수몰, 서운리 산45-3)
- 1984년 3월 1일 송계국민학교 서운분교로 격하
- 1985년 3월 1일 학구 변경으로 중원군 동량국민학교로 편입
- 1999년 9월 1일 동량초등학교로 통폐합